# TT165
TT165 (Theban Tomb 165) è la sigla che identifica una delle Tombe dei Nobili ubicate nell’area della cosiddetta Necropoli Tebana, sulla sponda occidentale del Nilo dinanzi alla città di Luxor, in Egitto. Destinata a sepolture di nobili e funzionari connessi alle case regnanti, specie del Nuovo Regno, l'area venne sfruttata, come necropoli, fin dall'Antico Regno e, successivamente, sino al periodo Saitico (con la XXVI dinastia) e Tolemaico.

## Titolare
TT165 era la tomba di:
| Titolare  | Titolo                       | Necropoli       | Dinastia/Periodo               | Note                                           |
| --------- | ---------------------------- | --------------- | ------------------------------ | ---------------------------------------------- |
| Nehemaway | Orafo e scultore di ritratti | Dra Abu el-Naga | XVIII dinastia (Thutmosi IV ?) | sulla collina settentrionale, vicino alla TT20 |

## Biografia
Unica notizia biografica ricavabile dalle rappresentazioni parietali è il nome della moglie, Tentamentet, detta Kay.

## La tomba
L'accesso alla TT165 è possibile da una corte, in cui si apre anche quello alla TT20. 
La TT165 è costituita da un'unica sala sulle cui pareti: (1 in planimetria) il defunto offre incenso su un braciere in presenza di portatori di offerte; su due registri (2) immagini di banchetto in presenza del defunto e della moglie, scene del pellegrinaggio ad Abido e della processione funeraria con una barca trasportata da preti che precedono il defunto e la moglie; sulla parete di fondo (6) scene solo abbozzate: tre fanciulle e riti sulla mummia. Poco oltre (5), su due registri, un figlio (?) offre mazzi di fiori e liste di offerte al defunto e alla moglie mentre servi recano cibi; poco oltre (4), il defunto e la famiglia praticano la pesca e l'uccellagione e scene solo abbozzate di preparazione della cacciagione, pulizia del pesce, vendemmia e pigiatura dell'uva; due uomini (3) offrono libagioni e abiti al defunto.

### Annotazioni
1. ↑  La numerazione dei locali e delle pareti segue quella di Porter e Moss 1927, p. 30.
2. ↑  La prima numerazione delle tombe, dalla numero 1 alla 253, risale al 1913 con l’edizione del "Topographical Catalogue of the Private Tombs of Thebes" di Alan Gardiner e Arthur Weigall. Le tombe erano numerate in ordine di scoperta e non geografico; ugualmente in ordine cronologico di scoperta sono le tombe dalla 253 in poi.
3. ↑  I campi della Duat, ovvero l'aldilà egizio, si trovavano, secondo le credenze, proprio sulla riva occidentale del grande fiume.
4. ↑  Nella sua epoca di utilizzo, l'area era nota come "Quella di fronte al suo Signore" (con riferimento alla riva orientale, dove si trovavano le strutture dei Palazzi di residenza dei re e i templi dei principali dei) o, più semplicemente, "Occidente di Tebe".
5. ↑  le Tombe dei Nobili, benché raggruppate in un'unica area, sono di fatto distribuite su più necropoli distinte.
6. ↑  Le note, sovente di inquadramento topografico della tomba, sono tratte dal "Topographical Catalogue" di Gardiner e Weigall, ed. 1913 e fanno perciò riferimento alla situazione dell'epoca.

### Fonti
1. ↑  Gardiner e Weigall 1913.
2. ↑  Donadoni 1999,  p. 115.
3. 1 2 3  Porter e Moss 1927,  p. 277.
4. ↑  Gardiner e Weigall 1913, pp. 30-31.
5. ↑  Gardiner e Weigall 1913, p. 31.
6. ↑  Porter e Moss 1927,  p. 274.